# Broken (나인 인치 네일스의 음반)
《Broken》(halo 5으로 불리기도 한다)은 나인 인치 네일스의 EP 음반이다.

## 수록곡
1. "Pinion" - 1:02
2. "Wish" - 3:46
3. "Last" - 4:44
4. "Help Me I Am in Hell" - 1:56
5. "Happiness in Slavery" - 5:21
6. "Gave Up" - 4:08
7. "Physical" - 5:29
8. "Suck" - 5:07

- 7 - 97번트랙은 1초짜리 무음 트랙으로 구성되어 있다.
- 98, 99번트랙이 CD에는 표시되어 있지 않다.